# آلودگی نفتی خلیج فارس (۱۳۸۶)
 آلودگی نفتی خلیج فارس در سال ۱۳۸۶ به تخلیه ۱۰۰ تن مازوت از نیروگاه برق بندرعباس به خلیج فارس در ۲۴ تیر ۱۳۸۶ گفته می‌شود. که باعث آلودگی به وسعت حدود ۸۰ هکتار در منطقه و آلودگی ۸ کیلومتر از آبهای ساحلی شد. درحالیکه شرکت توانیر پیمانکار خود را مسئول این مشکل معرفی کرد ولی سازمان محیط زیست ایران از این شرکت شکایت کرد.